# François Marcille
François Marcille (François Martial) est né à Orléans le 7 juillet 1790 et mort à Paris le 9 novembre 1856. Il délaissa sa profession de grainetier pour se consacrer à sa passion, la peinture, en tant que collectionneur.

## Biographie

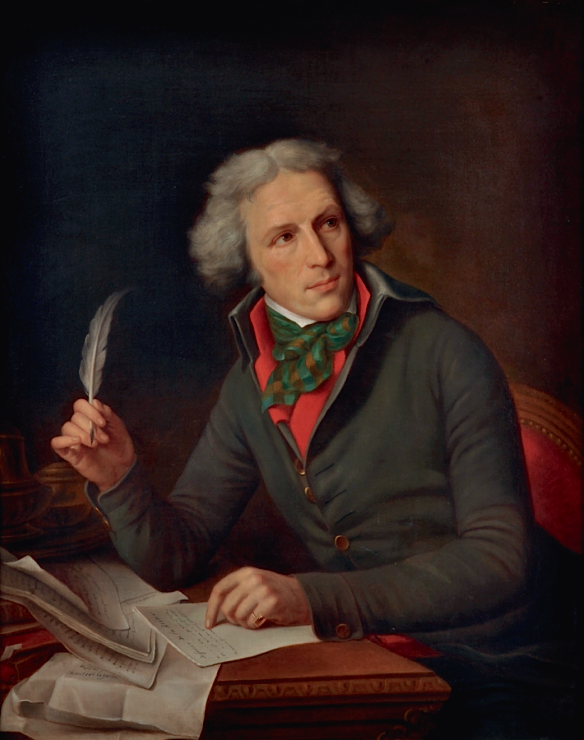
Chauveau-Lagarde par François Marcille, musée des Beaux-Arts de Chartres.

Descendant d’une vieille lignée de laboureurs, fabricants de bas, il se marie à Chartres en 1814 à Ermine Juteau. Il a deux fils, tous deux nés à Chartres, Eudoxe en 1814, et Camille en 1816.
François est grainetier, mais il a depuis longtemps envie de peindre. En 1822, il quitte une situation florissante et vient à Paris où il s'installe près du musée du Louvre, rue de Bourbon (rue de Lille actuelle).
Il passe son temps à fréquenter les musées, à copier les tableaux. Il fréquente également les galeries de peinture et fait aussi la connaissance du Père Giraud qui exposait des tableaux de Greuze, peintre du XVIIIe siècle complètement tombé dans l'oubli. François Marcille conçoit une vraie passion pour ce peintre, il commence à faire des copies de ses toiles... puis les achète.
Au fil des années, sa vocation se transforme et sa principale activité est de courir les brocantes et les ventes. Avec un ami, le docteur Louis La Caze, qui partage sa passion, il quadrille Paris en secteurs "de chasse" qu'il visite minutieusement. C'est ainsi qu'au hasard de leurs promenades, La Caze découvre le Gilles, de Watteau et François Marcille, La fuite à dessein, de Fragonard. Les deux compères constitueront leurs collections dans une amicale concurrence.
Le rythme des acquisitions pose chez les Marcille des problèmes matériels insolubles. Quand le dimanche la famille vient déjeuner, il faut superposer les piles mouvantes de toiles afin de creuser une tranchée par laquelle on se fraye un passage.
Pendant trente cinq ans, François Marcille va continuer ses acquisitions, le résultat est éloquent : trente Chardin, quarante Boucher, dix-huit La Tour, quinze Perronneau, vingt-cinq Fragonard, en tout 4 600 tableaux de toutes les époques et de toutes les écoles.
Au mois de septembre 1856, alité et déjà très malade, François Marcille fit procéder devant lui par ses fils et selon un tirage au sort au partage de ses trésors, un « ensemble d’œuvres du XVIIIe comme on n’en reverra plus jamais ». Ces derniers durent se résigner, tant ils en avaient, à se séparer de nombreuses toiles. Il ne fallut pas moins de six sessions organisées à Drouot par le commissaire-priseur Charles Pillet pour vendre plus de 2 700 peintures et dessins.

« Si François Marcille avait offert ses tableaux au Louvre comme son ami La Caze (1798-1869) qui, lui, n’avait pas d’héritiers, il aurait certainement eu sa salle avec, à l’entrée, son nom en lettres d’or. Faute de reconnaissance officielle, celui-ci disparut, pendant des décennies, de l’histoire du collectionnisme. Il est aujourd’hui, inséparable de la révélation, bien avant que les Goncourt ne s’en prévalent, du XVIIIe français. »

## Œuvres
- Orléans, musée des Beaux-Arts: 
  - Autoportrait, 1831, huile sur toile, 54 x 46 cm[3]
  - Portrait de Charles Pensée (1799-1871=, dessinateur et lithographe orléanais, vers 1830, huile sur toile, 65 x 54 cm[4]
  - Le mariage mystique de sainte Catherine D'après Antonio Allegri dit II Corregio (vers 1489-1534), vers 1822-1830, huile sur toile, 106 x 103 cm[5]
  - Une table de cuisine, huile sur toile, 46 x 55 cm (disparu en juin 1940)[6].
- Le musée des Beaux-Arts de Chartres dispose de quatre portraits[7],[8] : 
  - Portrait de Claude François Chauveau-Lagarde, défenseur de la reine Marie-Antoinette et de Charlotte Corday, toile, 100 × 80 cm, don de l'auteur ;
  - Portrait de Lacroix-Frainville (Joseph), député d'Eure-et-Loir, bâtonnier de l'ordre des avocats de Paris, toile, 100 × 80 cm, don de l'auteur ;
  - Portrait de Robert-Joseph Pothier ;
  - Portrait de Jules Courtois.

## Descendants
- François Marcille (1790-1856) épouse en 1814 Ermine Juteau
  - Eudoxe Marcille (1814-1890) épouse Louise Erat-Oudet
  - Camille Marcille (1816-1875) épouse Cécile Walckenaer

Ses deux fils Eudoxe et Camille continuent son œuvre. 
Après son mariage avec Cécile Walckenaer, Camille s'installe à Oisème près de Chartres. Il y reçoit les Frères Goncourt, Eugène Scribe et Corot, qui y peint une vue de Oisème.
Son autre fils Eudoxe Marcille (Eudoxe François Marcille) est un collectionneur de tableaux (né à Chartres le 20 avril 1814, mort le 7 avril 1890). Il fut également artiste peintre. Il reste à Paris. Après son mariage avec Louise Erat-Oudet, il s'installe rue d'Hauteville. En 1870, il exerce la fonction de directeur du musée des Beaux-Arts d'Orléans. En 1871, il est nommé président de la société des amis des arts. Grâce à sa fortune personnelle qui lui permet d'aider les artistes, il laisse le souvenir d'un mécène.
Il sera fait chevalier de l'ordre national de la Légion d'honneur le 19 avril 1879.
Ni Eudoxe, ni Camille n'auront de fils. Par contre, Eudoxe aura une fille et Camille quatre filles dont la descendance est connue. Ils lègueront au musée du Louvre l’essentiel de la collection de leur père.